# Setodes aparimeya
Setodes aparimeya är en nattsländeart som beskrevs av Schmid 1987. Setodes aparimeya ingår i släktet Setodes och familjen långhornssländor. Inga underarter finns listade i Catalogue of Life.